# Tyler Clippard
Tyler Lee Clippard (ur. 14 lutego 1985) – amerykański baseballista występujący na pozycji miotacza (relief pitchera) w Toronto Blue Jays.

## Przebieg kariery
Po ukończeniu szkoły średniej w 2003 został wybrany w dziewiątej rundzie draftu przez New York Yankees i początkowo występował w klubach farmerskich tego zespołu, między innymi w Trenron Thunder, reprezentującym poziom Double-A. W Major League Baseball zadebiutował 20 kwietnia 2007 w meczu Subway Series z New York Mets na Shea Stadium, w którym jako starting pitcher zanotował wygraną i zaliczył double'a. W MLB wystąpił w sześciu meczach na przełomie maja i czerwca jako starter, po czym został przesunięty do Scranton/Wilkes-Barre Yankees z Triple-A. W grudniu 2007 przeszedł do Washington Nationals za Jonathan Albaladejo.
W 2008 grał głównie w zespole farmerskim Nationals Columbus Clippers z Triple-A, w którym zagrał 26 meczów jako starter. Sezon 2009 rozpoczął od występów w Syracuse Chiefs z Triple-A, gdzie został przekwalifikowany na relievera. W 2010 wystąpił 78 spotkaniach, notując bilans W-L 11–8, zaś rok później po raz pierwszy został wybrany do Meczu Gwiazd. W styczniu 2015 przeszedł do Oakland Athletics za Yunela Escobara, zaś w lipcu 2015 został zawodnikiem New York Mets.
8 lutego 2016 podpisał dwuletni kontrakt z Arizona Diamondbacks. 31 lipca 2016 w ramach wymiany przeszedł do New York Yankees. 18 lipca 2017 w ramach wymiany zawodników przeszedł do Chicago White Sox, a niespełna miesiąc później został oddany do Houston Astros.
7 marca 2018 został zawodnikiem Toronto Blue Jays.

## Nagrody i wyróżnienia
| Nagroda/wyróżnienie | Lata       | Źródło |
| 2× All-Star         | 2011, 2014 | [ 1 ]  |